# Ghostrunner
Ghostrunner — компьютерная игра в жанре экшен, разработанная польской студией One More Level и изданная All In! Games совместно с 505 Games. Игра была выпущена для Windows, PlayStation 4, Xbox One и Nintendo Switch в 2020 году. В выпуске Ghostrunner так же участвовали компании 3D Realms и Slipgate Ironworks.

## Игровой процесс
В роли бегущей тени Джека (англ. Jack the Ghostrunner), игрок должен преодолевать опасные препятствия с помощью приёмов паркура: рывков, прыжков, бегая по стенам, а также побеждать противников, встающих на его пути. Столкновения с врагами сопряжено с серьёзной опасностью, так как и враги, и игрок могут быть убиты одним ударом. Джек может использовать способность под названием «Сверхрефлекс» (англ. Sensory Boost), позволяющую ему замедлять время, уклоняться и отклонять пули в воздухе. По мере прохождения сюжета игрок будет открывать новые способности и улучшения, которые он сможет применять.

## Сюжет
Действие Ghostrunner происходит в вымышленном мире будущего в стилистике киберпанка. В связи с экологическими катастрофами человечество не может обитать на поверхности планеты без вреда здоровью. Людям пришлось ютиться в огромном городе-башне которую называют Дхарма. Гигантское сооружение и город внутри него построил Архитектор, а для охраны порядка были созданы особые солдаты — бегущие тени (ghostrunners). За 20 лет до начала событий игры Архитектора предает соратник Мара, а также деактивирует всех теней, в том числе и главного героя. В Дхарме начинаются массовые репрессии. Протагониста находит группа сопротивления, и возвращает его к жизни. С ожившей бегущей тенью связывается Архитектор, которому удалось оцифровать свое сознание. Вместе с ним протагонисту надо будет взять под контроль башню и свергнуть узурпатора Мару.

## Сюжетные дополнения
В декабре 2021 года было анонсировано дополнение к игре под названием Project_Hel, действие которого расширяет вселенную Ghostrunner и происходит незадолго до событий основной кампании. Игровым персонажем дополнения выступает Хель — босс из оригинальной игры, которого пробуждает Мара для выполнения поставленных задач. Дополнение вышло 3 марта 2022 года.

## Разработка
Игра разработана польской студией One More Level совместно с 3D Realms. В качестве движка использован Unreal Engine 4, реализована поддержка технологии RTX от Nvidia. Релиз состоялся 27 октября 2020 года для Windows, Xbox One, PlayStation 4 и 10 ноября 2020 года для Nintendo Switch во всех регионах одновременно.

## Отзывы и критика
На сайте Metacritic игра получила высокие оценки от прессы.